# 4464 Vulcano
4464 Vulcano este un asteroid din centura principală, descoperit pe 11 octombrie 1966 de Nikolai Cernîh.